# Bristol-Klasse (1746)
Die Bristol-Klasse war eine Klasse von zwei 50-Kanonen-Linienschiffen 4. Ranges der britischen Marine, die von 1746 bis 1764 in Dienst stand.

## Geschichte
Im Februar 1742 wechselte im Zuge des Rücktrittes der Regierung Warpole die Position des Ersten Lord der Admiralität von Sir Charles Wager zu Daniel Finch (8. Earl of Winchilsea). Im Rahmen dieses Wechsels wurde entschieden als experimentellen Alternativentwurf zum 50-Kanonen-Schiff des 1741 Establishment ein um 6 Fuß (1,83 Meter) längeres Schiff zu bauen, welches damit sogar 2 Fuß länger war als das 60-Kanonen-Schiff des 1733 Establishment.
Hiermit beauftragt wurde am 22. Novemberjul. / 3. Dezember 1742greg. der Master Shipwright der Marinewerft in Woolwich John Holland, welche den Bau von 24. Junijul. / 5. Juli 1743greg. bis 9. Julijul. / 20. Juli 1746greg. durchführte. Das Material für dieses Projekt stammte von der Zerlegung des 1711 vom Stapel gelaufenen 50-Kanonen-Schiffes Bristol. Womit das neue Schiff, gleichen Namens, nicht als Neubau, sondern als Rebuild galt. Im Jahr 1746 wechselte Holland als Master Shipwright an die Marinewerft nach Deptford. Am 4. Märzjul. / 15. März 1743greg. wurde bei Holland ein weiteres Schiff seines Entwurfs bestellt, welcher dieses von 24. Septemberjul. / 5. Oktober 1747greg. bis 3. Augustjul. / 14. August 1749greg. baute.

## Einheiten
| Name      | Bauwerft                             | Bestellung       | Kiellegung      | Stapellauf      | Fertigstellung     | Indienststellung | Verbleib                                                                                        |
| --------- | ------------------------------------ | ---------------- | --------------- | --------------- | ------------------ | ---------------- | ----------------------------------------------------------------------------------------------- |
| Bristol   | Woolwich Dockyard, Woolwich (London) | 3. November 1742 | 5. Juli 1743    | 20. Juli 1746   | 27. August 1746    | 13. Juli 1746    | Am 22. Januar 1760 außer Dienst bzw. aufgelegt und zwischen August und Oktober 1768 abgebrochen |
| Rochester | Deptford Dockyard, Deptford (London) | 15. März 1747    | 5. Oktober 1747 | 14. August 1749 | 25. September 1749 | 11. März 1755    | Im Juni 1764 außer Dienst bzw. aufgelegt und am 3. April 1770 verkauft                          |

## Technische Beschreibung
Die Klasse war als Batterieschiff mit zwei durchgehenden Geschützdecks konzipiert und hatte eine Länge von 44,50 Metern (Geschützdeck) bzw. 36,576 Meter (Kiel), eine Breite von 12,19 Metern und einen Tiefgang von 4,88 Metern, bei einer Vermessung von 1021 29⁄94 tons (bm). Sie waren Rahsegler mit drei Masten (Fockmast, Großmast und Kreuzmast). Der Rumpf schloss im Heckbereich mit einem Heckspiegel, in das Galerien integriert waren, die in die seitlich angebrachten Seitengalerien mündeten. Die Beplankung des Schiffes war kraweel ausgeführt, das heißt, die Enden der Planken stießen stumpf aufeinander, sodass eine glatte Außenfläche entstand.
Die Bewaffnung der Klasse bestand aus 50 Kanonen.
|        | Unteres Batteriedeck | Oberes Batteriedeck | Backdeck      | Achterdeck    | Kanonen (Geschossgewicht) |
| ------ | -------------------- | ------------------- | ------------- | ------------- | ------------------------- |
| Design | 22 × 24-Pfünder      | 22 × 12-Pfünder     | 2 × 6-Pfünder | 4 × 6-Pfünder | 50 Kanonen (187,749 kg)   |

## Besatzung
Die Besatzung hatte bei Indienststellung eine Stärke von 300 Mann (Offiziere und Unteroffiziere bzw. Mannschaften).

## Bemerkungen
1. ↑  Die hier verwendeten Daten entsprechen dem der Bristol. Die Werte der Rochester weichen von Diesen teilweise minimal ab.